# Шозда Михайло Іванович

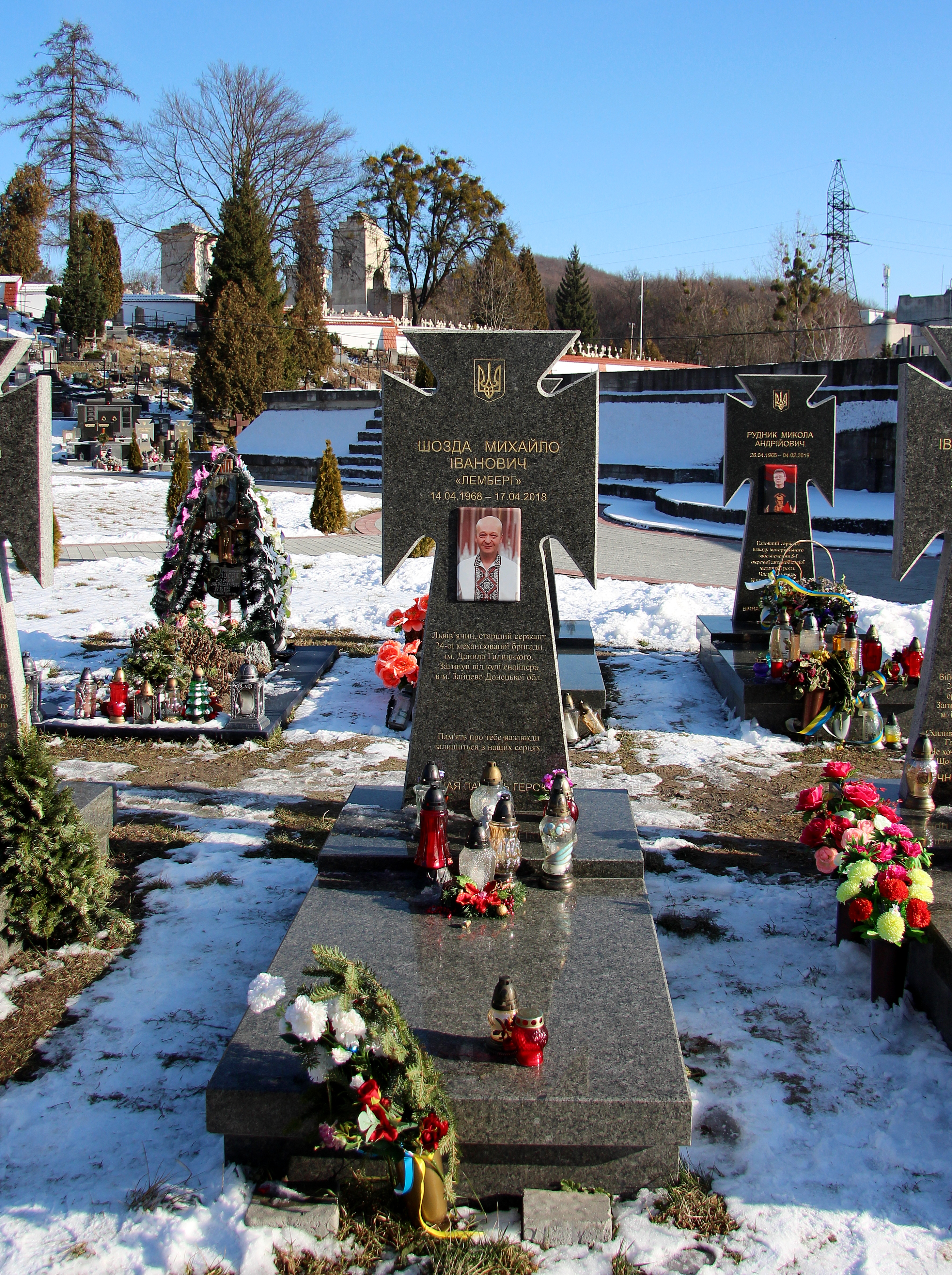

Миха́йло Іва́нович Шо́зда (14 квітня 1968, Львів — 17 квітня 2018, Зайцеве) — старший сержант Збройних сил України, учасник російсько-української війни.

## Життєпис
Народився 1968 року у місті Львові. Дитинство проводив в селі Верени — у бабусі та дідуся; виростав з молодшими братом і сестрою. Навчався у львівській середній загальноосвітній школі № 27, військову службу в РА проходив у ЧССР — в артилерійських військах; закінчив службу зі званням старший сержант. 1989 року одружився, згодом народилися син та донька. Закінчив НУ «Львівська політехніка».
Працював у магазині будівельних матеріалів, згодом — директором СП «ВІСКО»; часто бував у відрядженнях в Польщі. Цікавився історією і військовою справою.
30 січня 2017 року підписав контракт із ЗСУ на 3 роки; пішов на фронт, щоб вберегти від війни 18-20-річних хлопців. Старший сержант, старший навідник гранатометного взводу 2-го механізованого батальйону 24-ї бригади.
17 квітня 2018-го загинув в обідню пору від наскрізного вогнепального поранення шиї — під час бойового чергування поблизу смт Зайцеве.
Похований 20 квітня 2018 року на Личаківському цвинтарі — поле почесних поховань № 76.
Без Михайла лишились батьки, брат, сестра, дружина й двоє дітей — син та донька Ірина.

## Нагороди та вшанування
- указом Президента України № 239/2018 від 23 серпня 2018 року «за особисту мужність і самовіддані дії, виявлені у захисті державного суверенітету та територіальної цілісності України, зразкового виконання військового обов'язку» — нагороджений орденом «За мужність» III ступеня (посмертно)[1]